# Lispe capensis
Lispe capensis är en tvåvingeart som beskrevs av Zielke 1971. Lispe capensis ingår i släktet Lispe och familjen husflugor. Inga underarter finns listade i Catalogue of Life.